# M/S Hammerodde
M/F Hammerodde var navnet på en af BornholmerFærgens tidligere bilfærger, indsat på ruten Køge-Rønne den 1. maj 2005.Merwede Shipyard, Hardinxveld i Nederlandene hvor det havde nybygningsnummer 702. Skibet blev bestilt i juni 2004 sammen med det identiske søsterskib Dueodde. Skibet blev taget i brug i april 2005. Skibet havde én daglig afgang, mellem Køge- og Rønne havne.
I 2010 lod BornholmerFærgen Hammerodde ombygge og der blev tilføjet et ekstra vogndæk for at opfylde kravene om antal banemeter som beskrevet i kontrakten med Staten for perioden 2011-17. Færgen gik dermed fra at have 1235 banemeter til nu 1538.
I forbindelse med Bornholmslinjens overtagelse af den samfundbegrundede sejlads af Bornholm blev Hammerodde i 2018 solgt til Stena Line og tog ved denne lejlighed navneforandring til Stena Vinga under svensk flag.

## Ruter
Skibet betjenete indtil 1. september 2018 følgende ruter:
- Rønne – Køge
- Rønne – Sassnitz

Fra 16.september 2018:
Ekstrafærge på Stena Lines ruter på Kattegat, Østersøen, Den Engelske Kanal og Det Irske Hav hvor den benyttes som afløser ved værftsophold eller hvor der behov for højere eller ekstra kapacitet.